# Systena pallicornis
Systena pallicornis är en skalbaggsart som beskrevs av Schaeffer 1906. Systena pallicornis ingår i släktet Systena och familjen bladbaggar. Inga underarter finns listade i Catalogue of Life.